# Lagaropsylla anciauxi
Lagaropsylla anciauxi är en loppart som beskrevs av Smit 1957. Lagaropsylla anciauxi ingår i släktet Lagaropsylla och familjen fladdermusloppor. Inga underarter finns listade i Catalogue of Life.